# 戈尔登施泰特
戈尔登施泰特是德国下萨克森州的一个市镇。总面积88.59平方公里，总人口9337人，其中男性4707人，女性4630人（2011年12月31日），人口密度105人/平方公里。